# Су-33УБ
Су-33УБ (заводской шифр Т-12УБ; ранее был известен как Су-27КУБ) — двухместный (кресла в ряд) учебно-боевой палубный истребитель четвёртого поколения с передним горизонтальным оперением (ПГО), созданный на основе палубного истребителя Су-33. 
Проект закрыт в 2009 году.
В течение длительного периода эксплуатации одноместных корабельных истребителей постоянно «висел» вопрос о необходимости создания на базе корабельного истребителя Т-10К (Су-27К) специализированного двухместного варианта для обучения лётного состава палубной авиации. Такая машина проектировалась под шифром Т-10КМ-2. Самолёт, по замыслу конструкторов, отличался от базового варианта прежде всего компоновкой кабины, в которой, в отличие от серийного Су-27УБ (Т-10У), обучаемый пилот и инструктор сидели не друг за другом, а рядом. Таким образом, экипаж мог лучше взаимодействовать в полёте. Кроме того, обоим членам экипажа обеспечивался отличный обзор вперёд-вниз, что особенно важно для посадки на палубу корабля.
Сокращение ассигнований на строительство российских авианосцев в конце 80-х годов не могло не отразиться на планах развития палубной авиации. Создание такого самолёта стало менее актуальным, и работы по проекту были прекращены. Однако конструкторы воспльзовались идеей новой компоновки двухместной кабины, которая позволяла значительно расширить область применения базового самолёта Су-27 и создать на его основе палубный бомбардировщик, тактический разведчик, заправщик, самолёт дальнего радиолокационного обнаружения и т.п. Проект послужил основой для разработки нового типа фронтового истребителя-бомбардировщика Т-10В.

## История создания
Перед спуском на воду ТАКР «Леонид Брежнев» (ныне «Адмирал Кузнецов») ВМФ СССР требовался учебный самолёт для тренировки будущих пилотов Су-27К (сейчас «Су-33») и МиГ-29К. Для этого, 23 мая 1985 года было принято решение ВПК СССР, на основании которого в ОКБ им. П. О. Сухого начали проектировать учебный палубный самолёт с двойным управлением на базе разрабатываемого палубного истребителя Су-27К. Самолёт предназначался только для обучения и восстановления навыков морских лётчиков, вооружения на нём не требовалось и заданием ВПК не предусматривалось. В 1986 году ОКБ Сухого представило эскизный проект нового самолёта под обозначением Су-27КУ («КУ» здесь означает «корабельный, учебный»).

## Особенности самолёта
Одной из главных особенностей самолёта Су-33УБ является нестандартное для учебно-боевых машин расположение экипажа — бок о бок, благодаря чему улучшилось взаимодействие лётчиков во время полёта и обеспечился лучший обзор вперёд-вниз, чем у традиционных учебно-боевых самолётов, что очень важно для посадки на палубу авианосца. Вход в кабину осуществляется через нишу  передней стойки шасси.
Изменению подверглась и аэродинамика самолёта: по сравнению с Су-33 увеличена площадь килей, изменена форма и увеличена площадь переднего и заднего горизонтального оперения. Также значительно увеличена площадь крыла — на 8 м². В отличие от Су-33, стабилизаторы выполнены нескладывающимися, оси складывания крыла вынесены так, чтобы в сложенном положении размах крыла соответствовал размаху горизонтального оперения, вследствие чего самолёт стал занимать меньше места на палубе и в ангаре авианосца.
В отличие от Су-34, поперечное сечение головной части фюзеляжа выполнено круглым, а не эллиптическим, что прежде всего объясняется формой выбранной радиолокационной станции. Сначала предполагалась установка РЛС с пассивной ФАР «Жук-27», затем было принято решение о применении РЛС «Жук-М», обладающей бо́льшими возможностями и лучшими характеристиками. Визор оптико-локационной станции располагается на оси симметрии самолёта, тогда как на одноместном Су-33 ОЛС расположена справа от лётчика.

## Состояние проекта
В сентябре 2009 года, в связи с отменой намерений китайских вооружённых сил о закупке 40 самолётов для своего авианесущего флота, проект Су-33УБ был закрыт. 
Самолёт находится в музее ЛИИ им. Громова.

## Лётно-технические характеристики
Источники: А. Фомин «Су-33 — корабельная эпопея».

### Технические характеристики
- Экипаж: 2 человека
- Длина: 21,2 м
- Размах крыла: 15,9 м
- Высота: 5,7 м
- Площадь крыла: 71,4 м²
- Максимальная взлётная масса: 38800 кг
- Двигатель: Турбореактивный двухконтурный с форсажной камерой
- Модель: «АЛ-31Ф» сер. 3
- Тяга:
  - максимальная: 2 × 74,5 кН (7600 кгс)
  - на форсаже: 2 × 122,6 кН (12 500 кгс)
  - на чрезвычайном режиме: 2 × 125,5 кН (12800 кгс)
- Масса двигателя: 1520 кг
- Тяговооружённость:
  - при максимальной взлётной массе: 0,66

### Лётные характеристики
- Максимальная скорость:
  - на высоте 11000 м: 2120 км/ч (2 М)
  - у земли: 1300 км/ч (1,1 М)
- Практическая дальность: 3200 км
- Практический потолок: 17 000 м
- Нагрузка на крыло:
  - при максимальной взлётной массе: 543 кг/м²
- Максимальная эксплуатационная перегрузка: +8.5 g

### Вооружение
- Стрелково-пушечное: 30-мм пушка ГШ-30-1
- Боевая нагрузка: 8000 кг
- Узлов подвески вооружения: 12
  - УРВВ:
    - Р-27
    - Р-73
    - Р-77

  - УРВП:
    - Х-25
    - Х-29
    - Х-31
    - Х-58
    - Х-59